# 室蘭日交タクシー
室蘭日交タクシー株式会社（むろらんにっこうタクシー）は、北海道室蘭市にあるタクシー事業者である。

## 概要
1962年（昭和37年）4月に富士交通として設立。1963年8月には日興交通株式会社へ改組。1968年5月に室蘭日交タクシー株式会社へ改組。2018年（平成30年）11月29日にワイケーグループに加入し現在に至る。
2020年には車両に猫の写真をラッピングした「猫タクシー」を運行し、4月下旬から5月13日の間に飲食店と提携し宅配事業を実施した。
運行管理者の退職に伴い、2023年5月末から休業。